# Epitrimerus farinosus
Epitrimerus farinosus är en spindeldjursart som beskrevs av Roivainen 1950. Epitrimerus farinosus ingår i släktet Epitrimerus, och familjen Eriophyidae. Arten är reproducerande i Sverige.